# Joe Schwarz

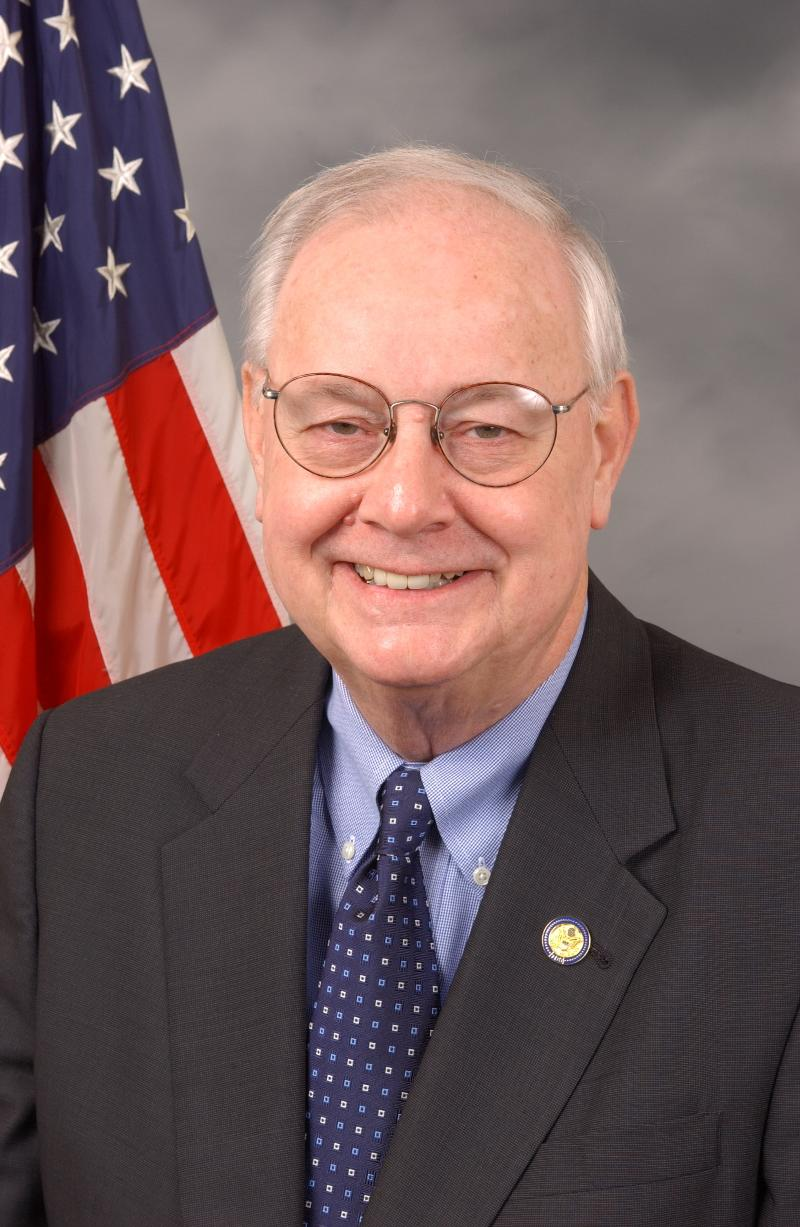
Joe Schwarz

John J. H. „Joe“ Schwarz (* 15. November 1937 in Battle Creek, Michigan) ist ein US-amerikanischer Politiker. Zwischen 2005 und 2007 vertrat er den Bundesstaat Michigan im US-Repräsentantenhaus.

## Werdegang
Joe Schwarz besuchte die Battle Creek Central High School und studierte danach bis 1959 an der University of Michigan in Ann Arbor. Nach einem anschließenden Medizinstudium an der Wayne State University in Detroit und seiner im Jahr 1964 erfolgten Zulassung als Arzt begann er in seinem neuen Beruf zu praktizieren. Zwischen 1965 und 1967 diente er im medizinischen Dienst der US Navy. Von 1968 bis 1970 arbeitete Schwarz für die CIA.
Politisch schloss sich Schwarz der Republikanischen Partei an. Von 1979 bis 1985 war er Stadtverordneter in Battle Creek; zwischen 1985 und 1987 amtierte er als Bürgermeister dieses Ortes. Von 1987 bis 2002 saß er im Senat von Michigan. Im Jahr 1992 kandidierte er erstmals, aber noch ohne Erfolg, für den Kongress. Bei den Wahlen des Jahres 2004 wurde Schwarz dann im siebten Wahlbezirk von Michigan in das US-Repräsentantenhaus in Washington, D.C. gewählt, wo er am 3. Januar 2005 die Nachfolge von Nick H. Smith antrat. Da er für die Wahlen des Jahres 2006 von seiner Partei nicht zur Wiederwahl nominiert wurde, konnte er bis zum 3. Januar 2007 nur eine Legislaturperiode im Kongress absolvieren.
Nach seinem Ausscheiden aus dem US-Repräsentantenhaus arbeitete er wieder als Mediziner. Außerdem gehörte er zu einer Untersuchungskommission, die im Auftrag des Verteidigungsministeriums die Zustände im Walter-Reed-Militärkrankenhaus untersuchen sollte. Joe Schwarz ist geschieden und lebt in Battle Creek in Michigan.